# دارة إعادة التوليد

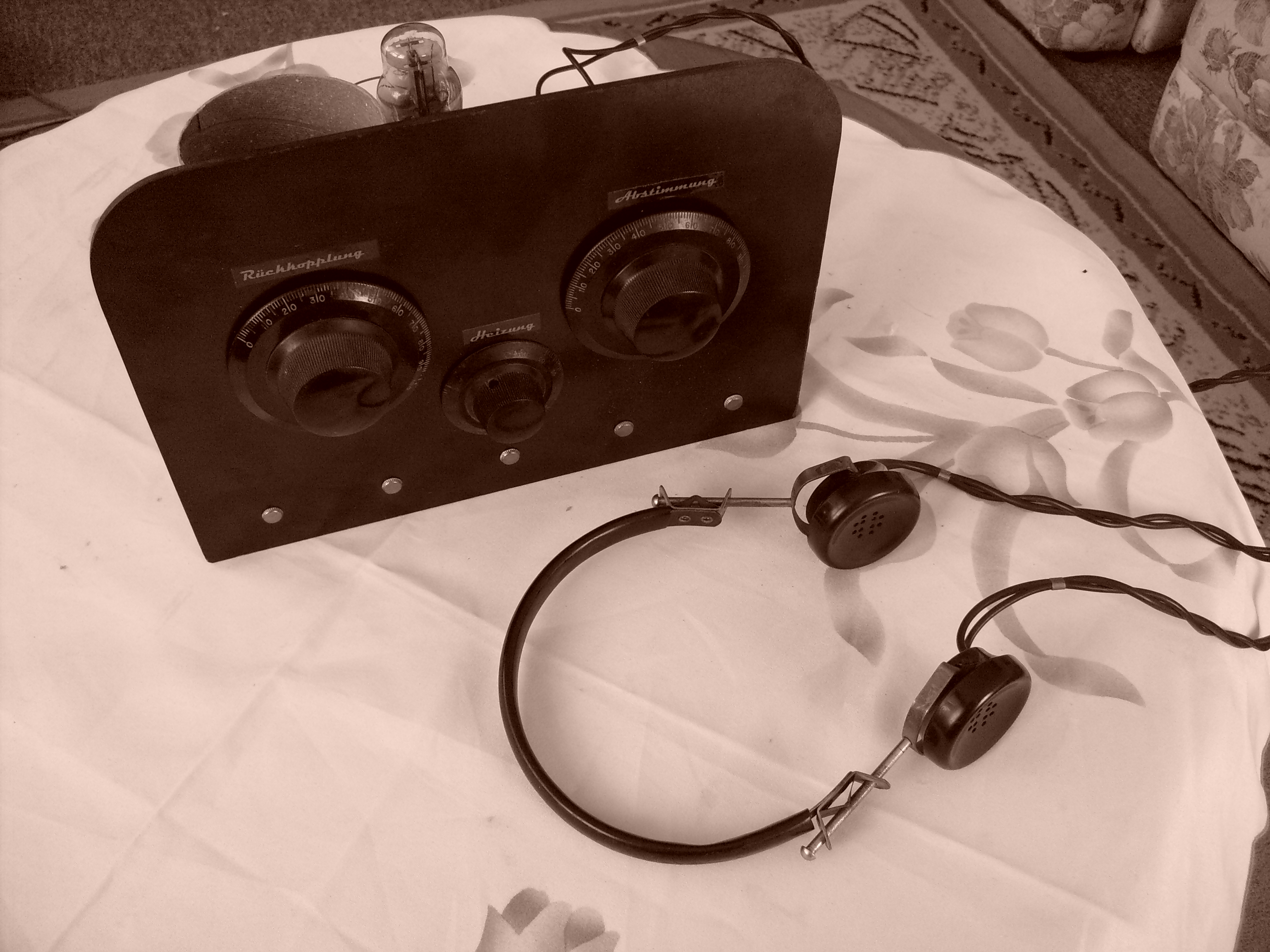

دارة إعادة التوليد هي دارة مُضخم الصوت التي تستعمل الارتجاع الإيجابي (تُعرف أيضًا باسم إعادة التوليد أو رد الفعل)، تطبَّق بعض مُخرجات جهاز التضخيم مرة أخرى على المدخلات؛ لتُضاف إلى إشارتها، وتزيد التضخيم. أحد الأمثلة على ذلك هو مُشغِل شميت (الذي يُعرف أيضًا باسم المقارن المتجدد)، ولكن الاستخدام الأشيع لهذا المصطلح هو في مُضخمات التردد الراديوي، وخاصة مستقبلات إعادة التوليد، لزيادة كبيرة في الكسب لأجل مرحلة تضخيم واحدة.
اخترع المهندس الكهربائي الأمريكي «إدوين آرمسترونغ» جهاز الاستقبال التجددي في عام 1912، وحصل على براءة اختراع في عام 1914 عندما كان طالبًا جامعيًا في جامعة كولومبيا. استُخدم الجهاز على نطاق واسع في الفترة بين عام 1915 والحرب العالمية الثانية. تشمل مزايا مستقبلات إعادة التوليد: الحساسية المتزايدة حتى مع الأجهزة ذات المتطلّبات المتواضعة، وزيادة الانتقائية؛ لأن معامل الجودة Q للدارة المضبوطة سيزداد عندما يكون في الصمام الثلاثي/المساري أو الترانزستور حلقة تغذية راجعة حول الدارة المضبوطة، عبر ملف حثّي كونه يُقدم بعض المقاومة السالبة.
يرجع ذلك جزئيًا إلى ميله للتداخل المُشع أثناء التذبذب، إذ استُبدل مُستقبِل إعادة التوليد بحلول الثلاثينيات من القرن العشرين بتصميمات أخرى لمُستقبلات التردد الراديوي المضبوط (كمُستقبلات الانعكاس على سبيل المثال)، وبخاصةٍ عبر اختراع آخر للمهندس آرمسترونغ وهو مُستقبِل التغاير الفوقي الذي يُعتبر قديمًا جدًا. ما تزال إعادة التوليد (التي يُطلق عليها الآن الارتجاع الإيجابي) مُستخدمًا على نطاق واسع في مجالات أخرى من الالكترونيات مثل المُذبذبات، والمرشحات الفعالة ودارات بوتسراب (التي يُطبق فيها جزء من مخُرجات مكبّر الصوت على المُدخلات).
اخترع آرمسترونغ عام أيضًا عام 1922، دارة مُستقبل جديد تستخدم كميّات أكبر من إعادة التوليد وبطريقة أكثر تعقيدًا للوصول لأقصى تضخيم ممكن، وهي مستقبِل إعادة التوليد الفائق. لم يُستخدم بشكل واسع في أجهزة الاستقبال التجارية العامة، لكن نظرًا لعدد أجزائه الصغيرة؛ استُخدم في تطبيقات متخصصة. كان جهاز الإرسال والاستقبال لتحديد العدو والصديق (آي إف إف) أحد أوسع الأجهزة استخدامًا خلال الحرب العالمية الثانية. إذ تكمل الدارة المضبوطة الواحدة نظام الإلكترونيات بأكمله. ما يزال هذا الجهاز مُستخدمًا في عدد قليل من التطبيقات المتخصصة التي تطلب معدلًا منخفضًا من البيانات، كأجهزة فتح أبواب الكراج، وأجهزة الشبكات اللاسلكية، والألعاب، وأجهزة الاتصال اللاسلكية.

## مستقبل إعادة التوليد
تمكن زيادة نسبة الكسب الكهربائي لأي جهاز تضخيم، -كصمام التفريغ أو الترانزستور أو المُضخم العمليّاتي- عبر إعادة تغذيتها ببعض من طاقتها الناتجة مرة أخرى إلى مدخلاتها في الطور بإشارة الإدخال الأصلية. وهذا ما يُسمى بالارتجاع الإيجابي أو إعادة التوليد. ونظرًا لاحتمالية التضخيم الكبيرة عند إعادة التوليد؛ غالبًا ما تستخدم مُستقبلات إعادة التوليد عنصر تضخيم واحد فقط (إما صمام أو ترانزستور). توصَل مخرجات الأنبوب أو الترانزستور في مستقبلات إعادة التوليد مرة أخرى إلى مدخلاته الخاصة عبر دارة رنان محث ومكثف. لا تسمح الدارة المضبوطة بأي ارتجاع إيجابي إلا في حالة واحدة وهي الرنين. تقترن الدارة المضبوطة نفسها بالهوائي في مستقبلات إعادة التوليد التي تستخدم جهازًا نشطًا واحدًا فقط، وتعمل على تحديد تردد الراديو الواجب استقباله، عادةً عن طريق السعة الكهربائية المتغيرة. يعمل الجهاز النشط في هذه الدارة كاشفًا أيضًا؛ تُعرف هذه الدارة بكاشف إعادة التوليد. عادة ما يتم التزويد بوحدة تحكم إعادة التوليد وذلك لضبط مقدار التغذية الراجعة (دورات الكسب الكهربائي). يُستحسن توفير دارة تحكم إعادة التوليد التي من شأنها زيادة مقدار التغذية الراجعة بشكل تدريجي حتى الوصول إلى نقطة التذبذب، فتوفّر التحكم في التذبذب أيضًا؛ بدءًا من السعة الصغيرة حتى الكبيرة والعودة إلى نقطة اللاتذبذب دون أي قفزة في السعة أو تباطؤ في التحكم.
يمكن أن تزيد إعادةُ التوليد من معدل الكسب الكهربائي الذي يكشف عنه الكاشف بنحو 1700 أو أكثر، ويُعتبرهذا تحسنًا بشكل واضح في الفترة ما بين العشرينيات وبداية الثلاثينيات من القرن الماضي، بخاصة بالنسبة لصمامات التفريغ ذات الكسب الكهربائي المنخفض. كشف الصمام ذو شبكة الحجب من النوع 36 (الذي أصبح قديمًا منذ منتصف الثلاثينيات) كسبًا كهربائيًا غير قابل لإعادة التوليد، فبلغ (جهد لوحة تردد الصوت مقسومًا على جهد مدخلات التردد الراديوي) 9.2 عند 7.2 ميجاهرتز فقط، بينما كشف كاشف إعادة التوليد عن نسبة كسب كهربائي تصل حتّى 7900 في نقطة اللاتذبذب، وبارتفاع يصل إلى 15800 أعلى من الحد الحرج. يقتصر تضخّم إعادة التوليد غير المتذبذب على استقرار عناصر الدارة، وخصائص الصمام أو الجهاز، واستقرار الامدادات الفولتية التي من شأنها تحديد الحد الأقصى لقيمة إعادة التوليد التي يمكن الحصول عليها دون التذبذب الذاتي. ونظرًا لوجوده، يختلف -بشكل بسيط أو معدوم- الكسب الكهربائي واستقرار العناصر المُتاحة من صمامات التفريغ، الترنزستور الحقلي الوصلي (جاي إف إي تي)، ترانزستور الأثر الحقلي للأكاسيد المعدنية لأشباه الموصلات (موسفت – إم أو إس إف إي تي) والترانزستور ثنائي القطب (بي جاي تي).
يتحسن الاستقرار كثيرًا، ويبدو تحسّن آخر طفيف في الكسب المُتاح لاستقبال مراسلات الموجة المستمرة عبر استخدام مُذبذب منفصل عن الكاشف، يُعرَف باسم المذبذب المُغاير (الهترودايني). يسمح توفّر المذبذب المُنفصل عن الكاشف إمكانيّةَ ضبط كاشف إعادة التوليد ليُحقق أقصى قدر من الكسب والانتقائية التي تكون دومًا بحالة غير مُتذبذبة. يُمكن تقليل التفاعل بين الكاشف والمذبذب الضارب عن طريق تشغيله بنصف تردد تشغيل المستقبِل باستخدام المتذبذب التوافقي الثاني في الكاشف.